# Eurhynchium suberectum
Eurhynchium suberectum är en bladmossart som beskrevs av Georg Friedrich von Jaeger 1878. Eurhynchium suberectum ingår i släktet sprötmossor, och familjen Brachytheciaceae. Inga underarter finns listade i Catalogue of Life.